# Éliminatoires de la Coupe du monde de football 2014, zone Europe, groupe C
Cet article donne les résultats des matches du groupe C de la zone Europe du tour préliminaire de la coupe du monde de football 2014.

## Classement
| Rang | Équipe               | Pts | J  | G | N | P | Bp | Bc | Diff |  | Résultats (▼ dom., ► ext.) |     |     |     |     |     |     |
| ---- | -------------------- | --- | -- | - | - | - | -- | -- | ---- |  | -------------------------- | --- | --- | --- | --- | --- | --- |
| 1    | Allemagne            | 28  | 10 | 9 | 1 | 0 | 36 | 10 | +26  |  | Allemagne                  |     | 4-4 | 3-0 | 3-0 | 4-1 | 3-0 |
| 2    | Suède                | 20  | 10 | 6 | 2 | 2 | 19 | 14 | +5   |  | Suède                      | 3-5 |     | 2-1 | 0-0 | 2-0 | 2-0 |
| 3    | Autriche             | 17  | 10 | 5 | 2 | 3 | 20 | 10 | +10  |  | Autriche                   | 1-2 | 2-1 |     | 1-0 | 4-0 | 6-0 |
| 4    | République d'Irlande | 14  | 10 | 4 | 2 | 4 | 16 | 17 | -1   |  | République d'Irlande       | 1-6 | 1-2 | 2-2 |     | 3-1 | 3-0 |
| 5    | Kazakhstan           | 5   | 10 | 1 | 2 | 7 | 6  | 21 | -15  |  | Kazakhstan                 | 0-3 | 0-1 | 0-0 | 1-2 |     | 2-1 |
| 6    | Îles Féroé           | 1   | 10 | 0 | 1 | 9 | 4  | 29 | -25  |  | Îles Féroé                 | 0-3 | 1-2 | 0-3 | 1-4 | 1-1 |     |

- Le Kazakhstan est éliminé depuis le 6 septembre 2013 à la suite de la victoire (2-1) des Suédois en Irlande, malgré sa victoire (2-1) face aux Îles Féroé.
- Les Îles Féroé sont éliminées à la suite de leur défaite (2-0) en Suède, le 11 juin 2013.

## Résultats et calendrier
Le calendrier du groupe C a été décidé le 18 novembre 2011 à Francfort-sur-le-Main, Allemagne mais la FIFA ne l'a validé que le 5 décembre 2011 après avoir modifié la date du match Îles Féroé - Autriche.
| 1re journée                  | Allemagne                | 3 – 0   | Îles Féroé | AWD Arena, Hanovre                                 |                                                    |
| 7 septembre 2012 20:45 UTC+2 | Götze 28e · Özil 54e 71e | (1 - 0) |            | Spectateurs : 32 769 Arbitrage : Bobby Madden (en) | Spectateurs : 32 769 Arbitrage : Bobby Madden (en) |
| 7 septembre 2012 20:45 UTC+2 | Rapport                  |         |            | Spectateurs : 32 769 Arbitrage : Bobby Madden (en) | Spectateurs : 32 769 Arbitrage : Bobby Madden (en) |

|             | Kazakhstan        | 1 – 2   | République d'Irlande         | Astana Arena, Astana                                     |                                                          |
| 22:00 UTC+6 | Nourdäoûletov 37e | (1 - 0) | 88e (pen.) Keane · 90e Doyle | Spectateurs : 12 384 Arbitrage : Ionut Marius Avram (en) | Spectateurs : 12 384 Arbitrage : Ionut Marius Avram (en) |
| 22:00 UTC+6 | Rapport           |         |                              | Spectateurs : 12 384 Arbitrage : Ionut Marius Avram (en) | Spectateurs : 12 384 Arbitrage : Ionut Marius Avram (en) |

| 2e journée                    | Suède                | 2 – 0   | Kazakhstan | Swedbank Stadion, Malmö                            |                                                    |
| 11 septembre 2012 20:30 UTC+2 | Elm 37e · Berg 90+4e | (1 - 0) |            | Spectateurs : 20 414 Arbitrage : Serhiy Boiko (en) | Spectateurs : 20 414 Arbitrage : Serhiy Boiko (en) |
| 11 septembre 2012 20:30 UTC+2 | Rapport              |         |            | Spectateurs : 20 414 Arbitrage : Serhiy Boiko (en) | Spectateurs : 20 414 Arbitrage : Serhiy Boiko (en) |

|             | Autriche      | 1 – 2   | Allemagne                  | Ernst-Happel-Stadion, Vienne                   |                                                |
| 20:35 UTC+2 | Junuzović 57e | (0 - 1) | 44e Reus · 52e (pen.) Özil | Spectateurs : 47 000 Arbitrage : Björn Kuipers | Spectateurs : 47 000 Arbitrage : Björn Kuipers |
| 20:35 UTC+2 | Rapport       |         |                            | Spectateurs : 47 000 Arbitrage : Björn Kuipers | Spectateurs : 47 000 Arbitrage : Björn Kuipers |

| 3e journée                  | Îles Féroé      | 1 – 2   | Suède                            | Tórsvøllur, Torshavn                                    |                                                         |
| 12 octobre 2012 17:00 UTC+1 | Baldvinsson 57e | (0 - 0) | 65e Kačaniklić · 75e Ibrahimović | Spectateurs : 5 079 Arbitrage : Anastasios Sidiropoulos | Spectateurs : 5 079 Arbitrage : Anastasios Sidiropoulos |
| 12 octobre 2012 17:00 UTC+1 | Rapport         |         |                                  | Spectateurs : 5 079 Arbitrage : Anastasios Sidiropoulos | Spectateurs : 5 079 Arbitrage : Anastasios Sidiropoulos |

|             | Kazakhstan | 0 – 0 | Autriche | Astana Arena, Astana                          |                                               |
| 22:00 UTC+6 |            |       |          | Spectateurs : 12 900 Arbitrage : Tamás Bognár | Spectateurs : 12 900 Arbitrage : Tamás Bognár |
| 22:00 UTC+6 | Rapport    |       |          | Spectateurs : 12 900 Arbitrage : Tamás Bognár | Spectateurs : 12 900 Arbitrage : Tamás Bognár |

|             | République d'Irlande | 1 – 6   | Allemagne                                                  | Aviva Stadium, Dublin                           |                                                 |
| 19:45 UTC+1 | Keogh 90+2e          | (0 - 2) | 32e 40e Reus · 55e (pen.) Özil · 58e Klose · 61e 83e Kroos | Spectateurs : 49 850 Arbitrage : Nicola Rizzoli | Spectateurs : 49 850 Arbitrage : Nicola Rizzoli |
| 19:45 UTC+1 | Rapport              |         |                                                            | Spectateurs : 49 850 Arbitrage : Nicola Rizzoli | Spectateurs : 49 850 Arbitrage : Nicola Rizzoli |

| 4e journée                  | Allemagne                                 | 4 – 4   | Suède                                                   | Stade olympique de Berlin, Berlin              |                                                |
| 16 octobre 2012 20:45 UTC+2 | Klose 8e 15e · Mertesacker 39e · Özil 55e | (3 - 0) | 62e Ibrahimović · 64e Lustig · 76e Elmander · 90+3e Elm | Spectateurs : 72 369 Arbitrage : Pedro Proença | Spectateurs : 72 369 Arbitrage : Pedro Proença |
| 16 octobre 2012 20:45 UTC+2 | Rapport                                   |         |                                                         | Spectateurs : 72 369 Arbitrage : Pedro Proença | Spectateurs : 72 369 Arbitrage : Pedro Proença |

|             | Autriche                                 | 4 – 0   | Kazakhstan | Ernst-Happel-Stadion, Vienne                  |                                               |
| 20:35 UTC+2 | Janko 24e 63e · Alaba 71e · Harnik 90+3e | (1 - 0) |            | Spectateurs : 43 000 Arbitrage : Jakob Kehlet | Spectateurs : 43 000 Arbitrage : Jakob Kehlet |
| 20:35 UTC+2 | Rapport                                  |         |            | Spectateurs : 43 000 Arbitrage : Jakob Kehlet | Spectateurs : 43 000 Arbitrage : Jakob Kehlet |

|             | Îles Féroé    | 1 – 4   | République d'Irlande                                         | Tórsvøllur, Torshavn                          |                                               |
| 19:00 UTC+1 | A. Hansen 69e | (0 - 0) | 46e Wilson · 53e Walters · 73e (csc) Justinussen · 88e O'Dea | Spectateurs : 4 300 Arbitrage : Lorenc Jemini | Spectateurs : 4 300 Arbitrage : Lorenc Jemini |
| 19:00 UTC+1 | Rapport       |         |                                                              | Spectateurs : 4 300 Arbitrage : Lorenc Jemini | Spectateurs : 4 300 Arbitrage : Lorenc Jemini |

| 5e journée               | Autriche                                                                        | 6 – 0   | Îles Féroé | Ernst-Happel-Stadion, Vienne                     |                                                  |
| 22 mars 2013 20:30 UTC+1 | Hosiner 8e 20e · Ivanschitz 28e · Junuzović 77e · Alaba 78e · Garics 82e (pen.) | (3 - 0) |            | Spectateurs : 24 200 Arbitrage : Oleksandr Derdo | Spectateurs : 24 200 Arbitrage : Oleksandr Derdo |
| 22 mars 2013 20:30 UTC+1 | Rapport                                                                         |         |            | Spectateurs : 24 200 Arbitrage : Oleksandr Derdo | Spectateurs : 24 200 Arbitrage : Oleksandr Derdo |

|             | Kazakhstan | 0 – 3   | Allemagne                  | Astana Arena, Astana                                   |                                                        |
| 23:59 UTC+6 |            | (0 - 2) | 20e 73e Müller · 22e Götze | Spectateurs : 29 300 Arbitrage : Anastasios Kakos (en) | Spectateurs : 29 300 Arbitrage : Anastasios Kakos (en) |
| 23:59 UTC+6 | Rapport    |         |                            | Spectateurs : 29 300 Arbitrage : Anastasios Kakos (en) | Spectateurs : 29 300 Arbitrage : Anastasios Kakos (en) |

|             | Suède   | 0 – 0 | République d'Irlande | Friends Arena, Solna                                      |                                                           |
| 20:45 UTC+1 |         |       |                      | Spectateurs : 49 436 Arbitrage : Alberto Undiano Mallenco | Spectateurs : 49 436 Arbitrage : Alberto Undiano Mallenco |
| 20:45 UTC+1 | Rapport |       |                      | Spectateurs : 49 436 Arbitrage : Alberto Undiano Mallenco | Spectateurs : 49 436 Arbitrage : Alberto Undiano Mallenco |

| 6e journée               | République d'Irlande     | 2 – 2   | Autriche                 | Aviva Stadium, Dublin                                  |                                                        |
| 26 mars 2013 19:45 UTC+0 | Walters 25e (pen.) 45+1e | (2 - 1) | 11e Harnik · 90+3e Alaba | Spectateurs : 35 100 Arbitrage : Marijo Strahonja (en) | Spectateurs : 35 100 Arbitrage : Marijo Strahonja (en) |
| 26 mars 2013 19:45 UTC+0 | Rapport                  |         |                          | Spectateurs : 35 100 Arbitrage : Marijo Strahonja (en) | Spectateurs : 35 100 Arbitrage : Marijo Strahonja (en) |

|             | Allemagne                               | 4 – 1   | Kazakhstan     | Stade de Nuremberg, Nuremberg                       |                                                     |
| 20:45 UTC+1 | Reus 23e 90e · Götze 27e · Gündoğan 31e | (3 - 0) | 46e Schmidtgal | Spectateurs : 43 520 Arbitrage : Halis Özkahya (en) | Spectateurs : 43 520 Arbitrage : Halis Özkahya (en) |
| 20:45 UTC+1 | Rapport                                 |         |                | Spectateurs : 43 520 Arbitrage : Halis Özkahya (en) | Spectateurs : 43 520 Arbitrage : Halis Özkahya (en) |

| 7e journée              | Autriche                     | 2 – 1   | Suède        | Ernst-Happel-Stadion, Vienne                     |                                                  |
| 7 juin 2013 20:45 UTC+2 | Alaba 26e (pen.) · Janko 32e | (2 - 0) | 62e Elmander | Spectateurs : 48 500 Arbitrage : Gianluca Rocchi | Spectateurs : 48 500 Arbitrage : Gianluca Rocchi |
| 7 juin 2013 20:45 UTC+2 | Rapport                      |         |              | Spectateurs : 48 500 Arbitrage : Gianluca Rocchi | Spectateurs : 48 500 Arbitrage : Gianluca Rocchi |

|             | République d'Irlande | 3 – 0   | Îles Féroé | Aviva Stadium, Dublin                               |                                                     |
| 19:45 UTC+1 | Keane 5e 55e 81e     | (1 - 0) |            | Spectateurs : 30 805 Arbitrage : Mattias Gestranius | Spectateurs : 30 805 Arbitrage : Mattias Gestranius |
| 19:45 UTC+1 | Rapport              |         |            | Spectateurs : 30 805 Arbitrage : Mattias Gestranius | Spectateurs : 30 805 Arbitrage : Mattias Gestranius |

| 8e journée               | Suède                      | 2 – 0   | Îles Féroé | Friends Arena, Solna                              |                                                   |
| 11 juin 2013 19:15 UTC+2 | Ibrahimović 35e 82e (pen.) | (1 - 0) |            | Spectateurs : 32 858 Arbitrage : Nikolay Yordanov | Spectateurs : 32 858 Arbitrage : Nikolay Yordanov |
| 11 juin 2013 19:15 UTC+2 | Rapport                    |         |            | Spectateurs : 32 858 Arbitrage : Nikolay Yordanov | Spectateurs : 32 858 Arbitrage : Nikolay Yordanov |

| 9e journée                   | République d'Irlande | 1 – 2   | Suède                       | Aviva Stadium, Dublin                          |                                                |
| 6 septembre 2013 19:45 UTC+1 | Keane 21e            | (1 - 1) | 33e Elmander · 57e Svensson | Spectateurs : 49 500 Arbitrage : Damir Skomina | Spectateurs : 49 500 Arbitrage : Damir Skomina |
| 6 septembre 2013 19:45 UTC+1 | Rapport              |         |                             | Spectateurs : 49 500 Arbitrage : Damir Skomina | Spectateurs : 49 500 Arbitrage : Damir Skomina |

|             | Allemagne                          | 3 – 0   | Autriche | Allianz Arena, Munich                          |                                                |
| 20:45 UTC+2 | Klose 33e · Kroos 51e · Müller 88e | (1 - 0) |          | Spectateurs : 68 000 Arbitrage : Milorad Mažić | Spectateurs : 68 000 Arbitrage : Milorad Mažić |
| 20:45 UTC+2 | Rapport                            |         |          | Spectateurs : 68 000 Arbitrage : Milorad Mažić | Spectateurs : 68 000 Arbitrage : Milorad Mažić |

|             | Kazakhstan                                  | 2 – 1   | Îles Féroé      | Astana Arena, Astana                            |                                                 |
| 21:00 UTC+6 | Nourdäoûletov 50e (pen.) · Finontchenko 63e | (0 - 1) | 23e Benjaminsen | Spectateurs : 7 000 Arbitrage : Johnny Casanova | Spectateurs : 7 000 Arbitrage : Johnny Casanova |
| 21:00 UTC+6 | Rapport                                     |         |                 | Spectateurs : 7 000 Arbitrage : Johnny Casanova | Spectateurs : 7 000 Arbitrage : Johnny Casanova |

| 10e journée                   | Autriche  | 1 – 0   | République d'Irlande | Ernst-Happel-Stadion, Vienne                          |                                                       |
| 10 septembre 2013 20:45 UTC+2 | Alaba 84e | (0 - 0) |                      | Spectateurs : 48 500 Arbitrage : Olegário Benquerença | Spectateurs : 48 500 Arbitrage : Olegário Benquerença |
| 10 septembre 2013 20:45 UTC+2 | Rapport   |         |                      | Spectateurs : 48 500 Arbitrage : Olegário Benquerença | Spectateurs : 48 500 Arbitrage : Olegário Benquerença |

|             | Îles Féroé | 0 – 3   | Allemagne                                      | Tórsvøllur, Torshavn                              |                                                   |
| 19:45 UTC+1 |            | (0 - 1) | 23e Mertesacker · 74e (pen.) Özil · 84e Müller | Spectateurs : 4 100 Arbitrage : Gediminas Mažeika | Spectateurs : 4 100 Arbitrage : Gediminas Mažeika |
| 19:45 UTC+1 | Rapport    |         |                                                | Spectateurs : 4 100 Arbitrage : Gediminas Mažeika | Spectateurs : 4 100 Arbitrage : Gediminas Mažeika |

| 10 septembre 2013 | Kazakhstan | 0 – 1   | Suède           | Astana Arena, Astana                                   |                                                        |
| 22:00 UTC+6       |            | (0 - 1) | 1re Ibrahimović | Spectateurs : 20 000 Arbitrage : Miroslav Zelinka (en) | Spectateurs : 20 000 Arbitrage : Miroslav Zelinka (en) |
| 22:00 UTC+6       | Rapport    |         |                 | Spectateurs : 20 000 Arbitrage : Miroslav Zelinka (en) | Spectateurs : 20 000 Arbitrage : Miroslav Zelinka (en) |

| 11e journée                 | Suède                        | 2 – 1   | Autriche   | Friends Arena, Solna                          |                                               |
| 11 octobre 2013 20:45 UTC+2 | Olsson 56e · Ibrahimović 86e | (0 - 1) | 29e Harnik | Spectateurs : 49 416 Arbitrage : Cüneyt Çakır | Spectateurs : 49 416 Arbitrage : Cüneyt Çakır |

|             | Îles Féroé  | 1 – 1   | Kazakhstan       | Tórsvøllur, Torshavn        |                             |
| 18:00 UTC+1 | Hansson 41e | (1 - 0) | 55e Finontchenko | Arbitrage : Dumitru Muntean | Arbitrage : Dumitru Muntean |

|             | Allemagne                               | 3 - 0   | République d'Irlande | RheinEnergieStadion, Cologne                    |                                                 |
| 20:45 UTC+2 | Khedira 12e · Schürrle 58e · Özil 90+2e | (1 - 0) |                      | Spectateurs : 46 237 Arbitrage : Serge Gumienny | Spectateurs : 46 237 Arbitrage : Serge Gumienny |

| 12e journée                 | Îles Féroé | 0–3   | Autriche                                      | Tórsvøllur, Torshavn                        |                                             |
| 15 octobre 2013 19:45 UTC+1 |            | (0-1) | Ivanschitz 17e · Prödl 64e · Alaba 67e (pen.) | Spectateurs : 3 100 Arbitrage : Liran Liany | Spectateurs : 3 100 Arbitrage : Liran Liany |

|             | République d'Irlande                             | 3–1   | Kazakhstan | Aviva Stadium, Dublin                                |                                                      |
| 19:45 UTC+1 | Keane 17e (pen.) · O'Shea 26e · Shomko 78e (csc) | (2-1) | 13e Chomko | Spectateurs : 21 700 Arbitrage : Vadims Direktorenko | Spectateurs : 21 700 Arbitrage : Vadims Direktorenko |

|             | Suède                           | 3 - 5   | Allemagne                                       | Friends Arena, Solna                            |                                                 |
| 20:45 UTC+2 | Hysén 6e · 69e · Kacaniklic 42e | (2 - 1) | Özil 45e · Götze 53e · Schürrle 57e · 66e · 76e | Spectateurs : 49 251 Arbitrage : William Collum | Spectateurs : 49 251 Arbitrage : William Collum |

## Buteurs
Au 13 juin 2013, 64 buts ont été inscrits en 18 rencontres, soit une moyenne de 3,56 buts/match.
| 8 buts - Mesut Özil 5 buts - Marco Reus - Zlatan Ibrahimović - Robbie Keane | 4 buts - Miroslav Klose - David Alaba - Thomas Müller | 3 buts - Mario Götze - Marc Janko - Jonathan Walters |

2 buts
| - Toni Kroos - Rasmus Elm | - Johan Elmander - Zlatko Junuzović - Philipp Hosiner | - Martin Harnik |

1 but
| - Per Mertesacker - Ilkay Gündogan - Andreas Ivanschitz - György Garics - Kevin Doyle | - Andy Keogh - Marc Wilson - Darren O'Dea - Rogvi Baldvinsson - Arnbjørn Hansen | - Qaïrat Nourdäoûletov - Heinrich Schmidtgal - Marcus Berg - Alexander Kačaniklić - Mikael Lustig |

But contre son camp
- Pól Jóhannus Justinussen (pour l'République d'Irlande )